# Myelobia atrosparsellus
Myelobia atrosparsellus är en fjärilsart som beskrevs av Walker 1863. Myelobia atrosparsellus ingår i släktet Myelobia och familjen Crambidae. Inga underarter finns listade i Catalogue of Life.